# Brackenborough (Lincolnshire)
 (mars 2023).
Brackenborough est un village du Lincolnshire, en Angleterre.